# Becky Jo Harris
Becky Jo Harris (* 1992 in Phoenix, Arizona; eigentlich Rebecca Josephine Gambino-Harris) ist eine US-amerikanische Theater- und Filmschauspielerin.

## Leben
Harris studierte die Fächer Kunstwissenschaft und Psychologie an der Arizona State University, die sie mit dem Bachelor of Arts verließ. Anschließend folgten Teilnahmen an verschiedenen Schauspielkursen. Erste Erfahrungen im Schauspiel sammelte sie bei Auftritten in Improvisationstheatern und auf den Bühnen der Sketch-Comedy.
2016 hatte sie im Kurzfilm Mr. Nobody ihre erste Filmrolle. Im gleichen Jahr hatte sie eine Nebenrolle im Spielfilm How Can I Help?. 2019 konnte sie mehrere Besetzungen in Kurzfilmen vorweisen. Im gleichen Jahr hatte sie eine Episodenrolle in der Fernsehserie Scrutiny – The Original Hustlers.

## Filmografie
- 2016: Mr. Nobody (Kurzfilm)
- 2016: How Can I Help?
- 2017: Deadly Dentists (Fernsehserie, Episode 1x03)
- 2018: APOLLYON (Kurzfilm)
- 2018: Pocketman and Cargoboy
- 2018: Let's Go! (Kurzfilm)
- 2018: Zarin (Kurzfilm)
- 2019: The Nightmare (Kurzfilm)
- 2019: John's Big Idea (Kurzfilm)
- 2019: Emulator
- 2019: Rough Day, Jan (Kurzfilm)
- 2019: Waken (Kurzfilm)
- 2019: Everything You Asked For (Kurzfilm)
- 2019: Neverending (Kurzfilm)
- 2019: Scrutiny – The Original Hustlers (Fernsehserie, Episode 1x01)
- 2019: Motions (Kurzfilm)
- 2019: Be There (Kurzfilm)
- 2020: The Dark Side of Opulent